# غاوراني (مقاطعة إسلام آباد غرب)
غاوراني (بالفارسية: گاورانی) هي قرية تقع في كرمانشاه في إيران. يقدر عدد سكانها بـ 513 نسمة بحسب إحصاء 2016.